# (33638) 1999 JZ80
1999 JZ80 (asteroide 33638) é um asteroide da cintura principal. Possui uma excentricidade de 0.09746230 e uma inclinação de 16.03950º.
Este asteroide foi descoberto no dia 12 de maio de 1999 por LINEAR em Socorro.